# Кубок Норвегії з футболу 1999
Кубок Норвегії з футболу 1999 — 94-й розіграш кубкового футбольного турніру в Норвегії. Титул ввосьме здобув Русенборг.

## Календар
| Раунд       | Дата                       | Матчі | Клуби    |
| ----------- | -------------------------- | ----- | -------- |
| 1/64 фіналу | 4-5 травня 1999            | 64    | 128 → 64 |
| 1/32 фіналу | 19 травня - 9 червня 1999  | 32    | 64 → 32  |
| 1/16 фіналу | 22-23 червня 1999          | 16    | 32 → 16  |
| 1/8 фіналу  | 29-30 серпня 1999          | 8     | 16 → 8   |
| 1/4 фіналу  | 4 серпня - 25 вересня 1999 | 4     | 8 → 4    |
| 1/2 фіналу  | 26 вересня - 3 жовтня 1999 | 2     | 4 → 2    |
| Фінал       | 30 жовтня 1999             | 1     | 2 → 1    |

## 1/16 фіналу
| Команда 1       | Рахунок | Команда 2      |
| --------------- | ------- | -------------- |
| 22 червня 1999  |         |                |
| Нарвік (3)      | 1:9     | Русенборг      |
| 23 червня 1999  |         |                |
| Альта (3)       | 1:6     | Тромсе         |
| Буде-Глімт      | 9:0     | Мо (3)         |
| Люн (2)         | 2:1 дч  | Старт (2)      |
| Бюосен (2)      | 1:2     | Мосс           |
| Конгсвінгер     | 1:0     | Брюне (2)      |
| Стрінхейм (3)   | 1:3     | Молде          |
| Вікінг          | 5:0     | Олгорд (3)     |
| Бранн           | 3:1     | Ерста (3)      |
| Геугесунн (2)   | 5:1     | Стремсгодсет   |
| Стабек          | 6:1     | Гйовік-Люн (3) |
| Уллерн (3)      | 0:2     | Одд Гренланн   |
| Фредрікстад (3) | 0:3     | Волеренга      |
| Ліллестрем      | 3:0     | Ос (3)         |
| Скейд           | 3:4     | Рауфосс (2)    |
| Согндал (2)     | 0:2     | К'єлсос (2)    |

## 1/8 фіналу
| Команда 1      | Рахунок | Команда 2     |
| -------------- | ------- | ------------- |
| 29 червня 1999 |         |               |
| К'єлсос (2)    | 2:3     | Молде         |
| 30 червня 1999 |         |               |
| Буде-Глімт     | 2:4 дч  | Люн (2)       |
| Русенборг      | 4:1     | Мосс          |
| Рауфосс (2)    | 2:1     | Конгсвінгер   |
| Одд Гренланн   | 2:1     | Вікінг        |
| Тромсе         | 2:1     | Стабек        |
| Волеренга      | 1:3     | Бранн         |
| Ліллестрем     | 3:1     | Геугесунн (2) |

## 1/4 фіналу
| Команда 1       | Рахунок | Команда 2    |
| --------------- | ------- | ------------ |
| 4 серпня 1999   |         |              |
| Тромсе          | 5:0     | Рауфосс (2)  |
| Бранн           | 3:2     | Одд Гренланн |
| 5 серпня 1999   |         |              |
| Люн (2)         | 1:2     | Русенборг    |
| 25 вересня 1999 |         |              |
| Молде           | 3:0     | Ліллестрем   |

## 1/2 фіналу
| Команда 1       | Рахунок | Команда 2 |
| --------------- | ------- | --------- |
| 26 вересня 1999 |         |           |
| Русенборг       | 2:1     | Тромсе    |
| 3 жовтня 1999   |         |           |
| Молде           | 3:4 дч  | Бранн     |

## Фінал
| 30 жовтня 1999 |

| Русенборг         | 2:0      | Бранн |
| ----------------- | -------- | ----- |
| Соренсен 49', 56' | Протокол |       |

| Уллевол, Осло Глядачів: 25 296 Арбітр: Том Хеннінг Евребе |